# 수소화효소
수소화효소(水素化酵素, 영어: hydrogenase)는 다음과 같이 수소 분자(H2)의 가역적인 산화를 촉매하는 효소이다. 하이드로제네이스 또는 수소효소(水素酵素)라고도 한다.
H2 + A산화된 → 2H+ + A환원된      (1)
2H+ + D환원된 → H2 + D산화된      (2)
수소 분자의 산화 (1)는 산소, 질산염, 황산염, 이산화 탄소(CO2) 및 푸마르산과 같은 전자 수용체의 환원과 짝지어진다. 한편 양성자의 환원 (2)은 페레독신(FNR)과 같은 전자 공여체의 산화와 짝지어져서 세포의 과잉 전자를 제거하는 역할(발효에서 필수적)을 한다. 저분자량 화합물과 페레독신, 사이토크롬 c3, 사이토크롬 c6과 같은 단백질은 모두 수소화효소에 대한 생리적 전자 공여체 또는 전자 수용체 역할을 할 수 있다.

## 같이 보기
- 산화환원효소
- 탈수소효소